# خائن‌کشی
خائن‌کشی فیلمی ایرانی به کارگردانی و نویسندگی مسعود کیمیایی و تهیه‌کنندگی علی اوجی محصول سال ۱۴۰۰ است. در این مجموعه قسمتی از زندگی مهدی بلیغ، سارق و کلاهبردار ایرانی، به تصویر کشیده می‌شود و به نهضت ملی‌شدن نفت در سال ۱۳۲۹ می‌پردازد.
خائن‌کشی در ۲۰ بهمن ۱۴۰۰ در چهلمین دوره جشنواره فیلم فجر به نمایش درآمد. این مجموعه از هفتهٔ نخست شهریور ۱۴۰۲ در قالب مجموعه کوتاه چهار قسمتی از طریق نماوا پخش شد.

## داستان
داستان فیلم در مورد گروهی است که می‌خواهند از بانک ملی دزدی کنند. مهدی، شاهرخ، گیو، اطلس و دیگرانی دزدان ظاهری بانک هستند. اما این پول را برای قرضه ملی مصدق می‌خواهند. مصدق بر سر این مسئله اصرار می‌ورزد که نفت ایران باید ملی شود. از سویی سرکردهٔ این گروه دلباخته زنی است؛ اما در درگیری‌هایی که در جلوی بانک با پلیس بالا می‌گیرد او تیر می‌خورد و باقی فرار می‌کنند و …

## بازیگران
| نام بازیگر         | نام نقش             |
| ------------------ | ------------------- |
| مهران مدیری        | سهراب               |
| پولاد کیمیایی      | شاهرخ               |
| امیر آقایی         | مهدی بلیغ           |
| فرهاد آئیش         | محمد مصدق           |
| سارا بهرامی        | اطلس                |
| حمیدرضا آذرنگ      | ادی                 |
| سام درخشانی        | سعید                |
| امیررضا دلاوری     | مامور شهربانی       |
| رضا یزدانی         | فری                 |
| مانی حیدری         | احمد ستوده          |
| پانته‌آ بهرام       | سوسن                |
| اندیشه فولادوند    | مادام               |
| نرگس محمدی         | فتانه               |
| الهام حمیدی        | ماهچهره             |
| نسیم ادبی          | کوکب                |
| فریبا نادری        | نازی                |
| کیانوش گرامی       | خواننده             |
| اکبر معززی         | ستوده               |
| سعید پیردوست       | استوار              |
| سام نوری           | مرد داخل گرمابه     |
| سپند امیرسلیمانی   |                     |
| شکرخدا گودرزی      |                     |
| علی اوجی           | قاسم کوری           |
| بهرام بهرامیان     | سرهنگ               |
| سامان سالور        | مرتضی               |
| جواد طوسی          | رازیانی             |
| شکیب شجره          | علی                 |
| پردیس پورعابدینی   | خبرنگار باختر امروز |
| ایوب آقاخانی       | جمشید               |
| امیرکاوه آهنین جان | درشکه‌چی             |
| ایلیا کیوان        | جهانگیر             |
| شاپور کلهر         |                     |
| امیرحسین نوروزبیگی |                     |
| سوگل خالقی         | نرگس                |
| امیرحسین هشترودی   |                     |
| مریم عباس‌زاده      |                     |
| بشیر ادریسی        |                     |

## انتشار
مراسم افتتاحیهٔ خائن‌کشی در ۲۰ بهمن ۱۴۰۰ در چهلمین دوره جشنواره فیلم فجر برگزار شد. کیمیایی در نشست خبری فیلم حضور پیدا نکرد. به گفتهٔ تهیه‌کننده، علی اوجی، این فیلم با هزینهٔ شخصی «چهار پنج نفر» ساخته شد. همچنین در این نشست اعلام شد که بیش از ۲۰۰ دقیقه برای خائن‌کشی فیلمبرداری شده که این مدت زمان برای پخش در شبکهٔ نمایش خانگی استفاده خواهد شد.
این فیلم نخست در قالب مینی‌سریال چهار قسمتی از طریق نماوا پخش و سپس در سینما اکران شد.

## بازخورد
به گزارش مصطفی قاسمیان در روزنامهٔ خراسان که در افتتاحیهٔ فیلم در سینماهای مشهد حضور داشت، درام و فیلم‌نامهٔ خائن‌کشی ضعف‌هایی داشت و با واکنش منفی تماشاگران در سالن سینما مواجه شد. این روزنامه‌نگار از شخصیت‌پردازی و صحت تاریخی فیلم نیز انتقاد کرد.